# Free Wi-Fi@HKBN
Free Wi-Fi@HKBN是香港寬頻與房屋委員會合作為公共屋邨居民提供WiFi無線上網服務的品牌，另一承辦商為電訊盈科（PCCW Wi-Fi服務）。

## 經過
為配合政府積極推動市民使用互聯網，香港寬頻於2008年1月22日起為香港公共屋邨居民提供WiFi無線上網服務。
香港寬頻現於全港約120個公共屋邨的公用地方如地下大堂，設置1000個無線網絡熱點，提供WiFi無線上網服務。住戶只須透過特設的登入賬戶，就可於每日早上6時至晚上11時利用WiFi無線上網。
香港寬頻負責WiFi服務的設備、安裝、維修、資料儲存和其服務熱線的運作，該項服務已覆蓋全港各高密度住宅區，當中包括屯門、元朗、沙田、荃灣、香港仔及將軍澳等。

## 外部連結
- 香港寬頻率先於公共屋邨提供免費WiFi 無線上網服務（香港，2008年1月21日）（页面存档备份，存于）